# Colonna di Pompeo

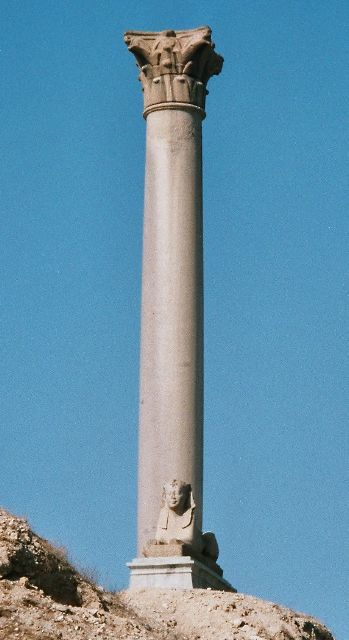
Colonna di Pompeo

La colonna di Pompeo è una colonna in granito rosso di Assuan situata nel parco archeologico di Alessandria d'Egitto, nel luogo in cui si trovava il serapeo della città ellenistica.
Alta 29 metri e con un diametro di 3 metri alla base e 2,5 per i due terzi superiore, la colonna è sormontata da un capitello corinzio. 
(Ibn Battuta)
Ricevette il nome con cui è ancor oggi nota dai Crociati, che la ritenevano costruita sul luogo dove era stato sepolto il generale romano Gneo Pompeo Magno. In realtà venne eretta in onore dell'imperatore Diocleziano, che assediò la città per otto mesi per strapparla all'usurpatore Lucio Domizio Domiziano e ad Aurelio Achilleo, vi dirottò un carico di grano per Roma allo scopo di sfamare la popolazione colpita dall'assedio (298).